# Дігтярівка (Роменський район)
Дігтя́рівка —  село в Україні, у Коровинській сільській громаді Роменського району Сумської області. Населення становить 131 осіб. До 2017 орган місцевого самоврядування — Коровинська сільська рада.

## Географія
Село Дігтярівка знаходиться на лівому березі річки Сула, вище за течією примикає село Коровинці, нижче за течією примикає село Гай, на протилежному березі — село Ракова Січ. Річка в цьому місці звивиста, утворює лимани, стариці і заболочені озера. Поруч проходить автомобільна дорога Н07.

## Історія
- 12 червня 2020 року, відповідно до розпорядження Кабінету Міністрів України № 723-р «Про визначення адміністративних центрів та затвердження територій територіальних громад Сумської області», село увійшло до складу Коровинської сільської громади[1].
- 19 липня 2020 року, в результаті адміністративно-територіальної реформи та ліквідації  Недригайлівського району, громада увійшла до складу новоутвореного Роменського району[2].